# Skriveskrift (typografi)
Skriveskrift er en gruppe af skrifter til bogtryk, der giver indtryk af at være skrevet i hånden med en pen. Gruppen adskilles fra de oprindelige antikva- og kursiv-skrifter, selv om disse oprindelig også blev skrevet i hånden. Skriften er normalt helt eller delvist sammenhængende, med varierende tykkelse af stregerne og ofte forsynet med sving og snørkler i den stil, der blev brugt i lærebøger i skrivning.
Gruppen er ikke klart defineret og kan opfattes temmelig bredt i dag, hvor den omfatter skrifter, der ser ud til at være skrevet med andet end en elastisk pen.
Skriveskrifter blev i traditionel typografi benyttet til at give et fornemt eller ligefrem eksklusivt udtryk på f.eks. indbydelser og menukort. Skriveskrifter kunne også anvendes på damers visitkort. 